# 兎の角
『兎の角』（うさぎのつの）は、睦月のぞみによる日本の漫画作品。隔月誌『Fellows!』（エンターブレイン）にてvolume6からvolume26にかけて連載された。単行本は全3巻。
雇われ除霊師「真白アヤ」と、金髪碧眼の美少女「天沢イズミ」の2人の主人公を中心とした物語。気鋭作家が伸びやかな線で描く、妖かしアクションとして紹介される。

## 単行本
- 睦月のぞみ 『兎の角』 エンターブレイン発行、角川グループパブリッシング発売 〈ビームコミックス〉 全3巻
  1. 2010年9月15日発売[1]、ISBN 978-4-04-726760-2
  2. 2011年8月11日発売、ISBN 978-4-04-727448-8
  3. 2013年1月15日発売、ISBN 978-4-04-728632-0